# 中华人民共和国国际友好城市列表
此列表列出中華人民共和國的国际友好城市。一般来说，两座具有缔结友好关系意向的城市首先会建立友好交流关系（友交），之后在开展稳定和多样化合作的基础上，经过双方政府机构和立法机构的批准而缔结为国际友好城市（友城）。中国人民对外友好协会负责协调管理国际友好城市的相关事务，推进中外城市等地方政府的交流与合作，其定位是从事民间外交工作的全国性人民团体，由外交部代管。如果某一城市有意向与国外的城市建立友好合作关系，需先获得所在省、自治区、直辖市人民政府的批准，再经友协确认后由外交部批准方可进行合作。因此，中华人民共和国的城市外交机制是“外交部—对外友协—省（自治区、直辖市）政府—城市”的运行模式。

## 內蒙古自治区
| 內蒙古     | 俄羅斯赤塔州             | 1990年9月11日  |
| 內蒙古     | 美国加利福尼亞州         | 2000年5月11日  |
| 包头市     | 蒙古国額爾登特           | 1992年12月12日 |
| 包头市     | 美国埃爾帕索             | 1994年10月17日 |
| 包头市     | 法國拉羅舍爾             | 1999年3月2日   |
| 包头市     | 南非內爾斯普雷特         | 2002年5月8日   |
| 赤峰市     | 日本稻澤市               | 1989年5月16日  |
| 二連浩特市 | 蒙古国烏蘭巴托市罕烏拉區 | 2004年10月10日 |
| 海拉爾區   | 俄羅斯赤塔               | 1992年7月12日  |
| 海拉爾區   | 蒙古国成吉思市           | 2018年9月2日   |
| 呼和浩特市 | 日本岡崎市               | 1987年8月10日  |
| 呼和浩特市 | 蒙古国烏蘭巴托           | 1991年12月10日 |
| 呼和浩特市 | 美国洛杉磯郡             | 1998年10月3日  |
| 呼和浩特市 | 俄羅斯烏蘭烏德           | 2000年12月6日  |
| 滿洲里市   | 俄羅斯克拉斯諾卡緬斯克   | 1993年6月28日  |
| 滿洲里市   | 俄羅斯赤塔               | 1999年9月28日  |
| 錫林浩特市 | 加拿大勞埃得明斯特       | 1997年6月17日  |
| 錫林浩特市 | 美国默塞德县             | 2001年6月7日   |
| 扎兰屯市   | 慶山                     | 2005年1月7日   |

## 貴州省
| 〖貴陽市〗- | 日本惠庭市（1986年）              |
|             | 新西蘭北帕默斯頓（1992年8月17日） |
|             | 美國沃思堡（2011年10月17日）      |
|             | 摩尔多瓦亨切什蒂（2013年12月）    |
|             | 爱尔蘭米斯郡（2014年10月3日）     |
|             | 加拿大本那比（2015年4月）         |
|             | 捷克玛丽亚温泉市（2016年6月）     |
| 〖貴州省〗- | 奧地利施蒂利亞州（1987年6月2日）  |
|             | 美國內布拉斯加州（2004年6月17日） |

## 西藏自治區
| 〖拉薩市〗-   | 美國博爾德（1987年4月10日）      |
|               | 玻利維亞波托西（1995年11月28日） |
|               | 俄羅斯埃利斯塔（2004年10月27日） |
| 〖日喀則市〗- | 尼泊爾巴尼帕（1999年10月6日）    |

## 青海省
| 〖格爾木市〗- | 以色列卡爾雅特（1997年6月25日）      |
|               | 保加利亞多布裏奇（2005年9月29日）    |
| 〖青海省〗-   | 布隆迪基特加省（1991年3月22日）      |
|               | 美國內華達州（2002年6月27日）        |
|               | 西班牙阿維拉省（2005年6月23日）      |
| 〖西寧市〗-   | 韓國大田廣域市中區（1997年10月31日） |
|               | 俄羅斯伊熱夫斯克（2002年6月13日）    |

## 香港特别行政区
香港尚未發展其姊妹城市網絡，故無任何姊妹城市或友好城市。